# Братские могилы
На братских могилах не ставят крестов

И вдовы на них не рыдают.

К ним кто-то приносит букеты цветов

И Вечный огонь зажигает.

Здесь раньше вставала земля на дыбы,

А нынче — гранитные плиты.

Здесь нет ни одной персональной судьбы,

Все судьбы в единую слиты.
«Братские могилы» — песня Владимира Высоцкого, написанная около 22 июня 1963 года. Известен вариант редакции песни от апреля 1965 года. Существует вариант названия песни по её сокращённой первой строке — «На братских могилах».

## Театр и кино
По свидетельству Л. В. Абрамовой, впервые песня была исполнена 22 июня 1963 года на дне рождения отца поэта — С. В. Высоцкого. Позже (примерно в 1965 году) песня рассматривалась для спектакля Театра на Таганке «Павшие и живые». Несмотря на то, что 3 куплет был несколько переделан для соответствия сценарию, в спектакль она так и не вошла.
Известность песня получила после выхода на экраны фильма Виктора Турова «Я родом из детства» (1965—1966), где её исполнял сам автор (фрагмент — строфы 3—4, под гитару) и Марк Бернес. В одном из интервью первая жена режиссёра, Светлана Турова, рассказывала, что было много споров о том, в чьём исполнении песня должна звучать с экрана. Фильм согласовывался тяжело, режиссёра «таскали в КГБ. … Он не хотел, чтобы было больше конфликтов, чем было»; и утвердил Бернеса. Причём сам Высоцкий отзывался об этом «чужом» исполнении только положительно: «Когда звучал голос Бернеса … что с людьми делалось…», «это оказывало колоссальное действие на слушателей».
21 июля 1966 года песня, в исполнении М. Бернеса, прозвучала в радиопередаче «С добрым утром!».

## Издания, концерты, записи
Благодаря известности фильма, произошло весьма редкое, почти уникальное для стихов Высоцкого в те времена событие — текст песни был опубликован в журнале «Новые фильмы» (февраль 1967 года). В авторском исполнении «Братские могилы» была записана в 1969 г. в минском Доме радио в сопровождении инструментального ансамбля «Тоника». Существует также запись песни с оркестром под управлением Б. Фёдорова.
Песня ещё при жизни автора выходила:
- в СССР на пластинках — миньоне «Песни Владимира Высоцкого» («Мелодия», сентябрь 1972 г.) и в сборнике «Друзьям-однополчанам» («Мелодия», 1979)[1];
- во Франции на дисках «Le nouveau chansonnier international U.R.S.S.» (1977)[1], «Прерванный полёт» (1977).

В дальнейшем песня вошла в:
- диск «Chanson des temps nouveaux». Vladimir Vissotski (1981, Франция);
- двойной альбом военных песен «Сыновья уходят в бой» (1986, СССР);
- первый и 3-й диски серии «На концертах Владимира Высоцкого» (соответственно, «Сентиментальный боксёр» и «Москва-Одесса»; октябрь 1987, СССР);
- CD «150 песен. В.Высоцкий в сопровождении оркестров» (2005, Россия).

Многие свои концерты Высоцкий начинал именно с «Братских могил». Несмотря на то, что песня не вошла в спектакль «Павшие и живые», иногда Высоцкий на выступлениях анонсировал её именно как «песню из спектакля». На некоторых встречах со слушателями автор посвящал песню памяти М. Бернеса.
4 октября 1978 г. песней «Братские могилы» В. Высоцкий закончил своё выступление в Грозном, на телевидении Чечено-Ингушской АССР. Существует чёрно-белая запись его выступления.

## Другие исполнители песни
- Марк Бернес
- «Сплин»
- «Любэ» (солист Н. Расторгуев)
- Григорий Лепс (9 мая 2007 года, в праздничном концерте на Красной площади Москвы; 9 мая 2019 года, на концерте в честь дня Победы)
- Александр Маршал
- «Декабрь»